# Walter Reichelt
Walter Reichelt (* 30. Mai 1923 in Breslau; † 5. Juli 2002 in München) war ein deutscher Schauspieler und Synchronsprecher.

## Leben und Wirken
Als Schauspieler spielte Reichelt Nebenrollen in mehreren Fernsehproduktionen, darunter in den Serien Die fünfte Kolonne (1966), Das Kriminalmuseum (1967), Die seltsamen Methoden des Franz Josef Wanninger (1970) und Lerchenpark (1971), im Tatort-Film Das fehlende Gewicht (1973), in der Fernsehverfilmung von Berlin Alexanderplatz (1980), in der Episode „Ein glückliches Opfer“ in der Die Krimistunde (1987) und in der Familienserie Löwengrube (1989).
Mit der Synchronarbeit begann Reichelt etwa 1960. Bekannt wurde er als Sprecher von mehreren markanten Figuren in erfolgreichen Zeichentrickserien. So lieh er seine Stimme dem Wikingeranführer Halvar in Wickie und die starken Männer, dem Häuptling Majestix in Asterix – Sieg über Cäsar,  Yosemite Sam in der Bugs Bunny Show, der Bulldogge Spike in den Tom-und-Jerry-Cartoons oder dem Großvater Abraham Simpson in Die Simpsons.
Reichelt, der in München lebte, war dort unter anderem am Bayerischen Staatsschauspiel sowie in seinen letzten Berufsjahren an der Kleinen Komödie am Max II engagiert.
Walter Reichelt zog sich 1997 laut einem Interview mit Ivar Combrinck nach mehreren Schicksalsschlägen aus seinem Beruf zurück und verstarb am 5. Juli 2002 im Alter von 79 Jahren in München. Er war der Vater von Sonja Reichelt.

## Synchronrollen (Auswahl)
- Fernando Sancho in Zwei Halleluja für den Teufel, Fäuste – Bohnen und… Karate! und Stacco
- Walter Gotell in James Bond 007 – Moonraker – Streng geheim und James Bond 007 – In tödlicher Mission  als General Gogol
- Brian Doyle-Murray in Und täglich grüßt das Murmeltier und Besser geht’s nicht
- 1960–1962: Mel Blanc in Mein Name ist Hase (Serie) als Yosemite Sam
- 1965: René Dary in Belphégor oder das Geheimnis des Louvre (Miniserie) als Commissaire Ménardier
- 1968: Leo McKern in Nummer 6 als Nummer 2
- 1973: Mariano Vidal Molina in Die geheimnisvolle Insel als Bob Harvey
- 1974: Kōsei Tomita in Wickie und die starken Männer (Serie) als Halvar
- 1975–1980: Die Biene Maja (Serie) als Dr. Heinrich, die Schnecke
- 1975: Ernest Borgnine in Nachts, wenn die Leichen schreien als Jonathan Corbis
- 1976–1981: Jim Henson in Die Muppet Show (Serie) als Waldorf
- 1977: Vladimír Mensík in Wie man Dornröschen wachküsst als Matthias
- 1978: Pierre Lindstedt in Immer dieser Michel 3. – Michel bringt die Welt in Ordnung als Bulten aus Bo
- 1979: James Cossins in Der große Eisenbahnraub als Inspektor Harranby
- 1983: Oglu, das freche Drachenmonster als Bürgermeister Dicksack
- 1985–1991: Die Gummibärenbande (Serie) als Sir Tuxford
- 1985: Jean-Pierre Darras in Asterix – Sieg über Cäsar als Majestix
- 1986: Asterix bei den Briten als Big Boss
- 1986: Jacques François in Twist Again in Moskau als Maréchal Bassounov
- 1986: Jesper Klein in Walhalla als Vater
- 1989–1997: Dan Castellaneta in Die Simpsons (Serie) als Abraham „Grampa“ Simpson
- 1990: Peterchens Mondfahrt als Weihnachtsmann
- 1990–1991: Die Mumins (Serie) als Muminpapa
- 1992: Dave Goelz in Die Muppets Weihnachtsgeschichte als Waldorf / Robert Marley
- 1994: Asterix in Amerika als Kapitän Rotbart (Kinofassung)
- 1995/1997: John Finnegan in Columbo